# Key West
Key West este un oraș situat pe o insulă omonimă din arhipelagul Florida Keys, capitală a comitatului Monroe, statul Florida. Key West este cel mai sudic oraș și localitate a Statelor Unite continentale. Pe lângă cele 49 de state (excepție fac doar Hawaii) este unicul oraș în care niciodată n-a fost semnalată o temperatură sub 0 °C. Orașul este situat la 150 km de Cuba și este legat de uscat printr-un pod cu o lungime de 11 km.
O trăsătură distinctivă a insulei este aeroportul propriu. Zborul până la Miami durează o oră. De asemenea, se poate ajunge cu autobuzul timp de 4 ore (biletul costă aprox. 40 dolari). Strada principală a insulei - Duval St. găzduiește cele mai multe restaurante și hoteluri, situate chiar pe malul mării, de 2-3 ori pe săptâmană în port ancorează navele de croazieră.

## Istorie
În epoca pre-columbiană Key West, a fost populat de tribul Calusa. Primul european care a vizitat insula a fost Juan Ponce de León, în 1521.
Numele original dat de coloniștii spanioli insulei Key West este Cayo Hueso, pronunțat [ˈkaʝo ˈweso]. Hispanofobii până în prezent mai utilizează acest nume. Literal se traduce "cheia de os", se spune ca insula a fost acoperită cu resturi (oase), după o luptă a indienilor. Versiunea comună a redenumirii din "cheia de os" în "cheia de vest", este o consecință a erorii. Cuvântul spaniol "hueso" prununțat [weso], este similar cuvântului "west" din limba engleză. Potrivit altei versiuni numele provine de la faptul că este cea mai vestică insulă din arhipelagul Florida Keys.

## Geografie
Suprafața totală a orașului constituie 7.4 km², din care uscat 5.9 km².
Insula Key West, la fel ca și celelalte insule ale Floridăi Keys, sunt situate la granița dintre Oceanul Atlantic și Golful Mexic. Curentul între ele diferă. În Golful Mexic este mai calm și cald, aici crescând ierburi de mare, pe când în Atlantic curentul este rapid și deseori furtunos. Strâmtoare care conectează Golful Mexic și Oceanul Atlantic, este numită Florida.

### Cel mai sudic oraș
Una din principalele atracții ale Key West-ului este modelul unei geamandure din ciment, construită în 1983. Pe ea este viu colorat și derivată inscripția: «Republica Conch / 90 mile până la Cuba / Punctul cel mai sudic al Statelor Unite continentale / Key West, Florida / Acolo unde soarele apune» («THE CONCH REPUBLIC / 90 Miles to CUBA / SOUTHERNMOST POINT CONTINENTAL U.S.A. / KEY WEST, FL / Home of the Sunset»). Aceasta este una dintre atracțiile cele mai vizitate și fotografiate în Key West.

## Galerie

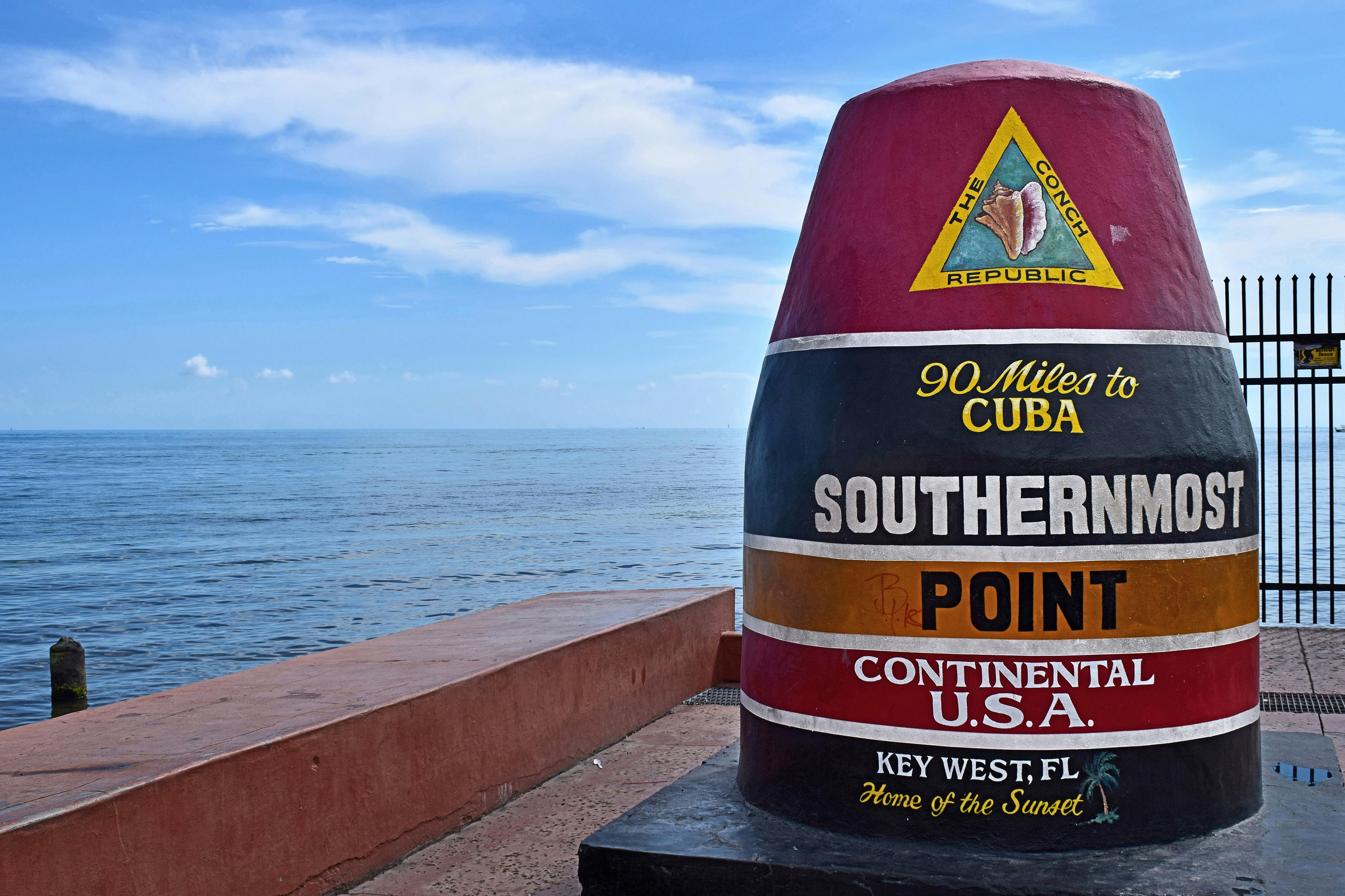
Celebra Geamandură „Southernmost point buoy”
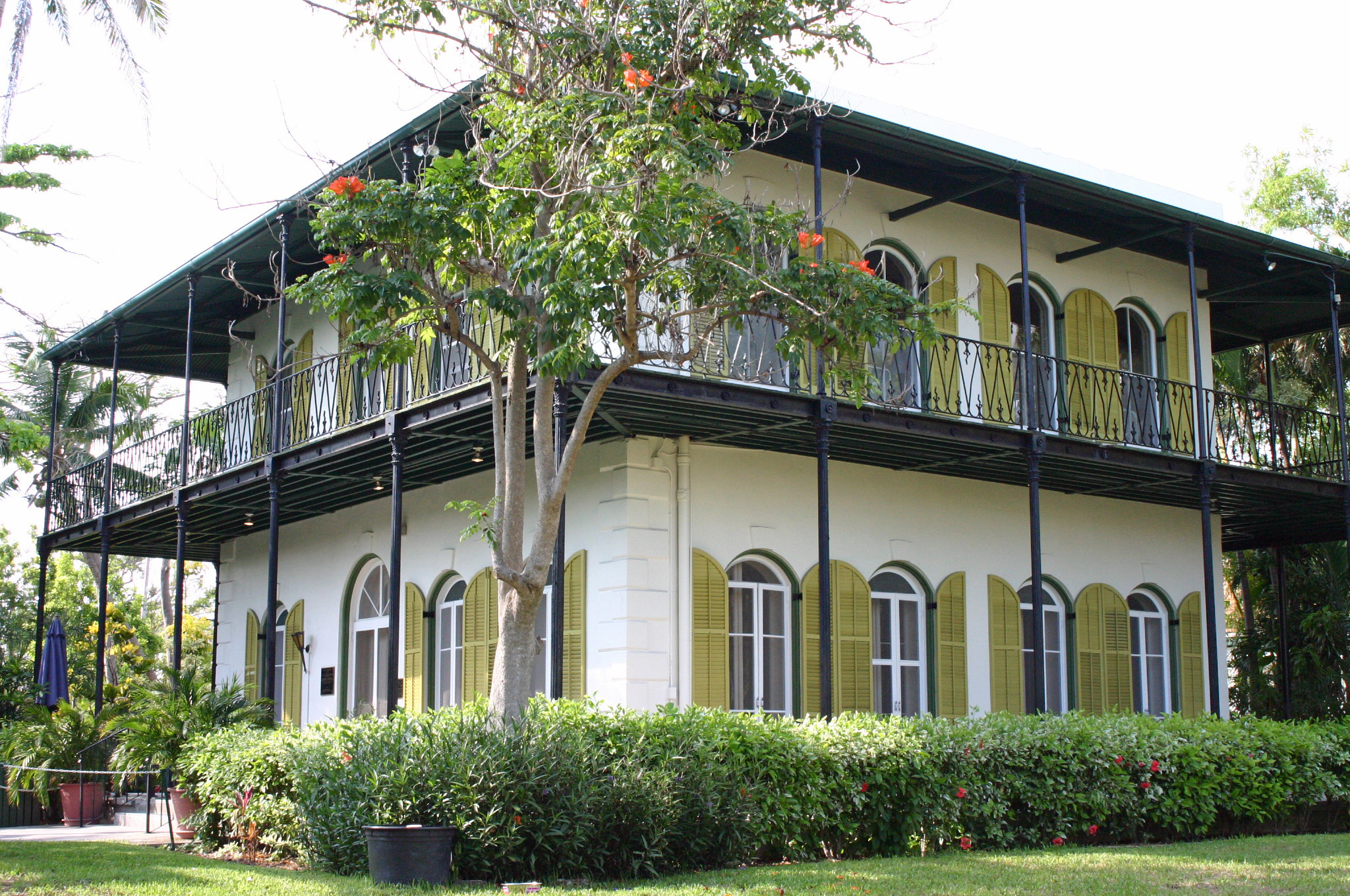
Casa Ernest Hemingway
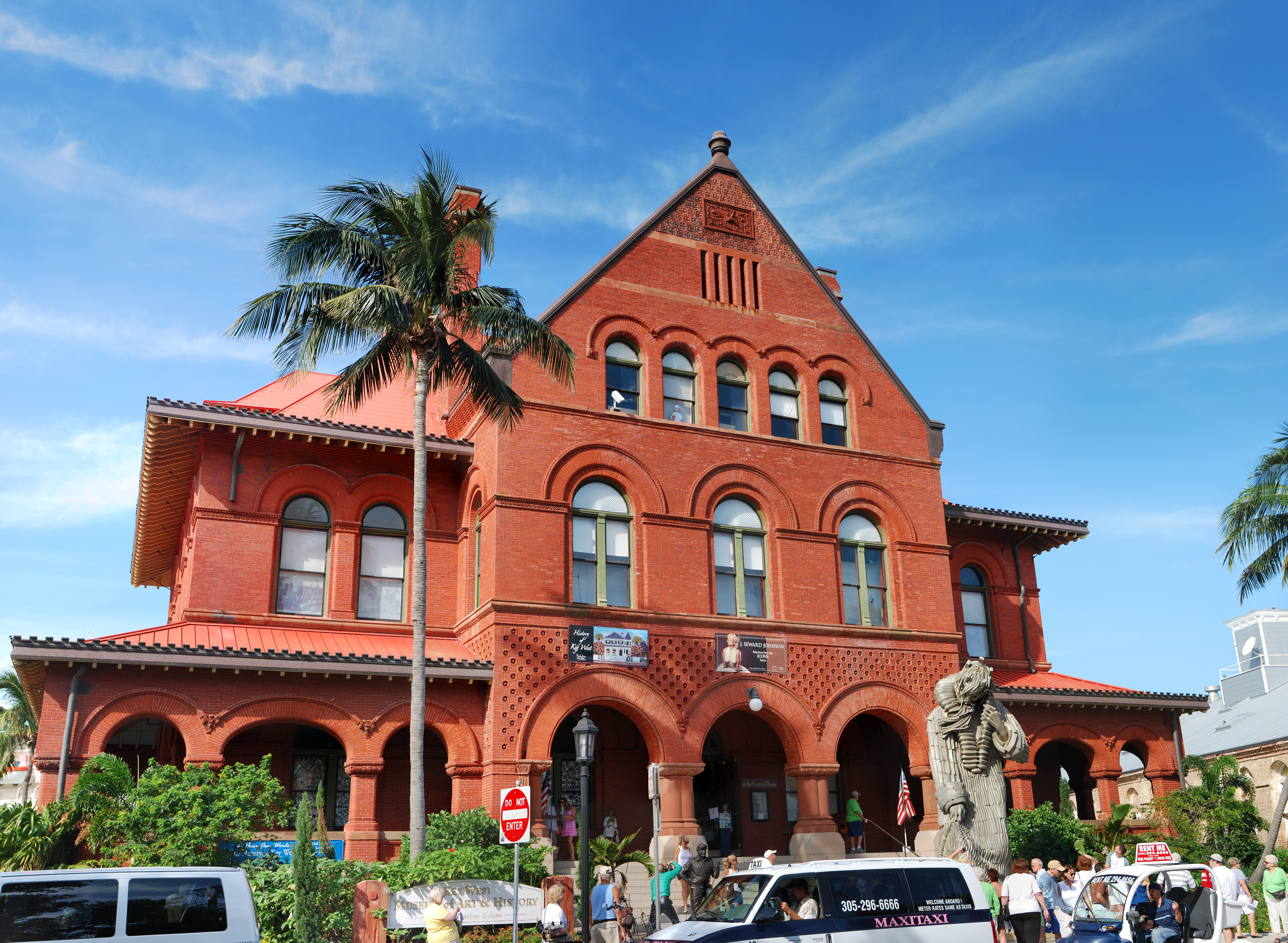
Muzeul de artă și istorie din Key West
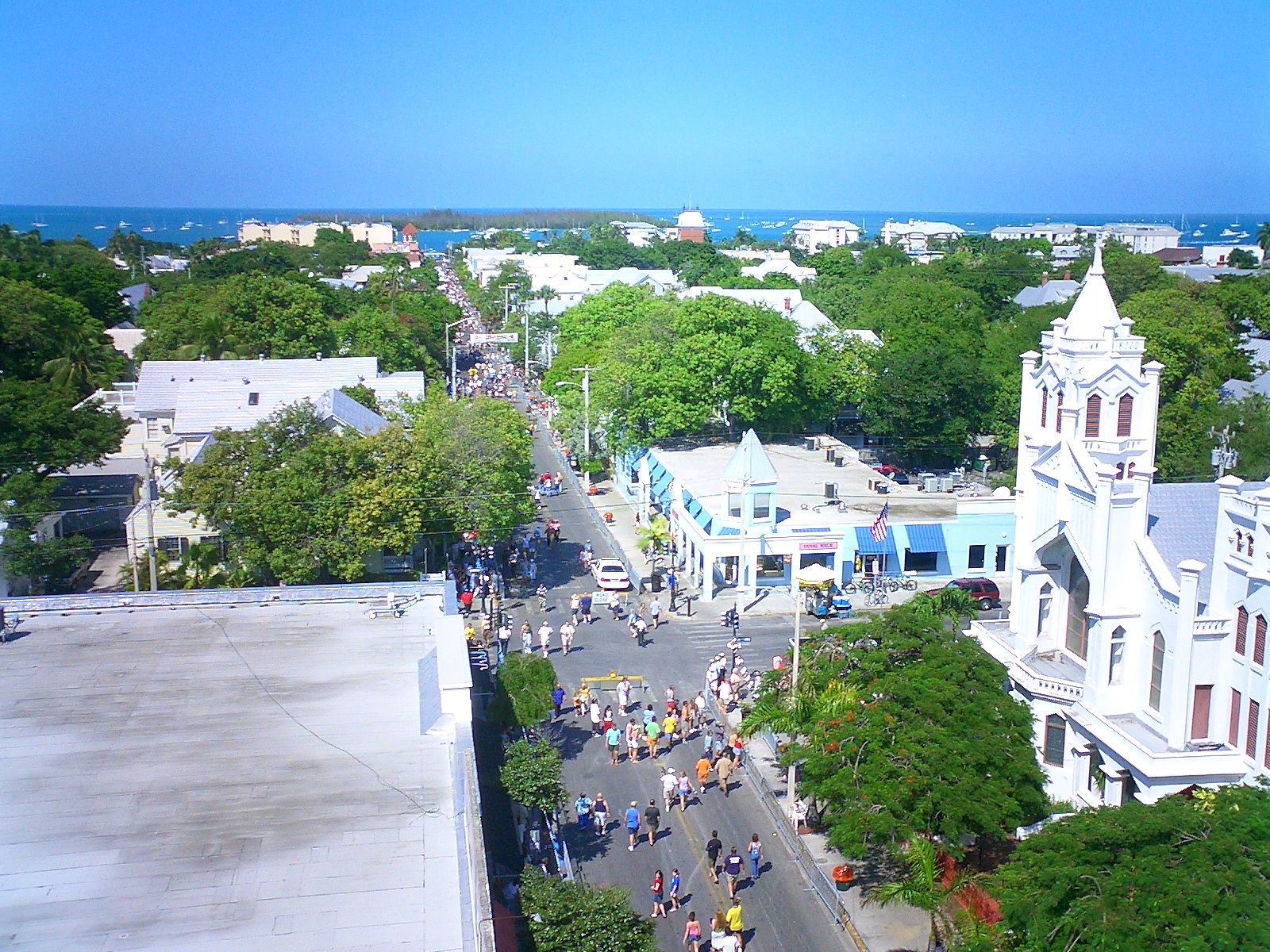
Strada principală a orașului, Duval Street
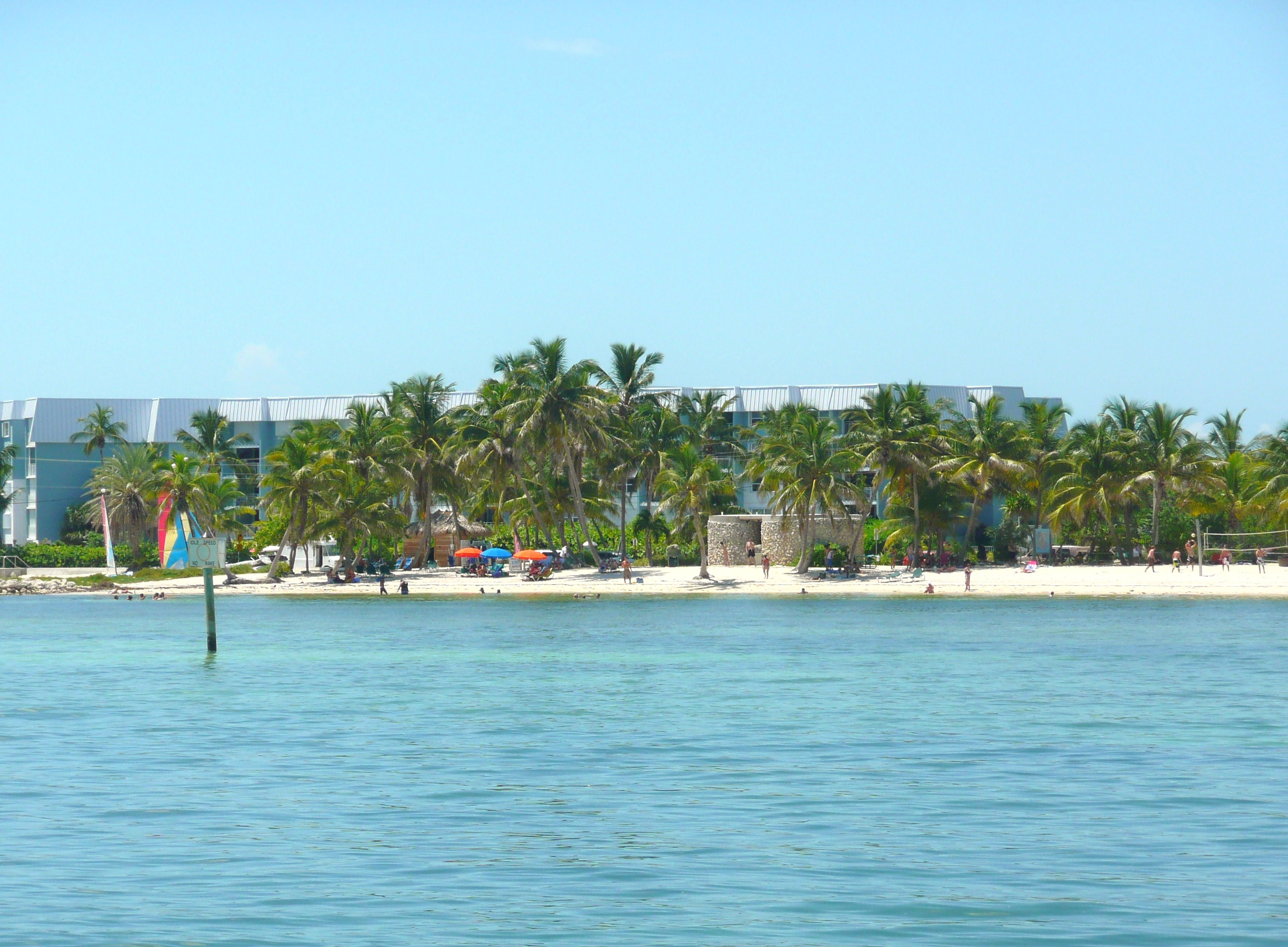
Smathers Beach, cea mai mare plajă din oraș
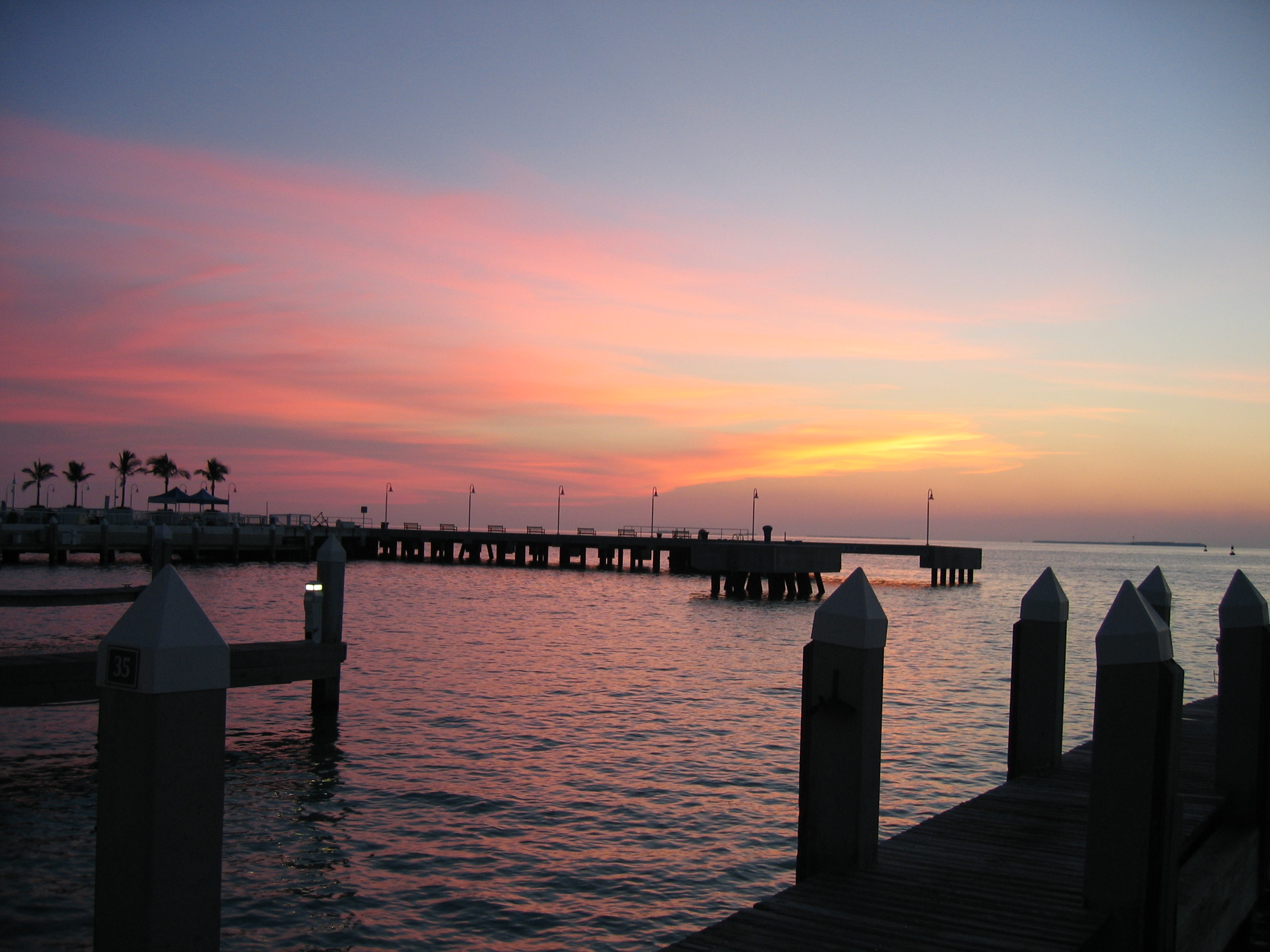
Apus în Key West
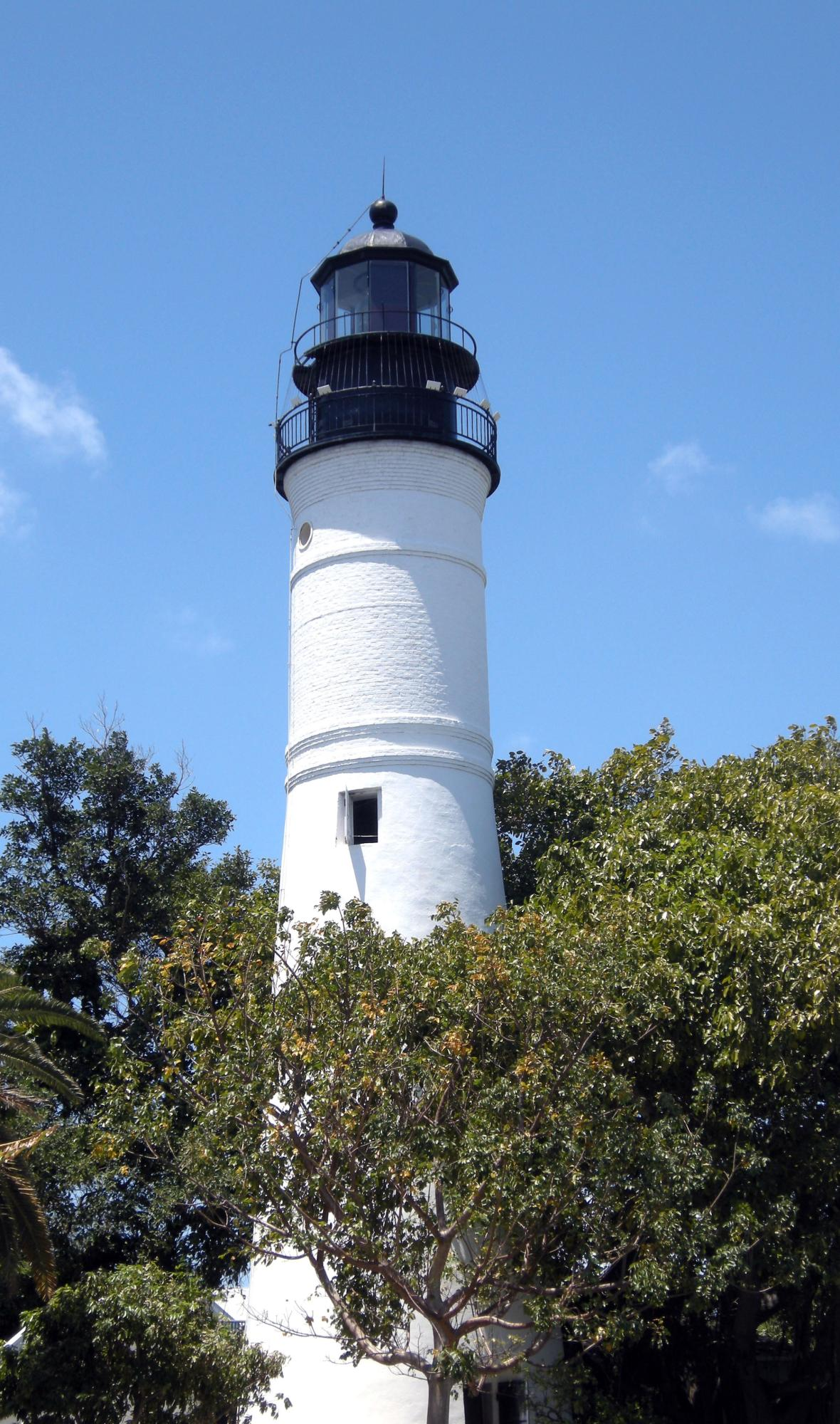
Farul construit în 1847
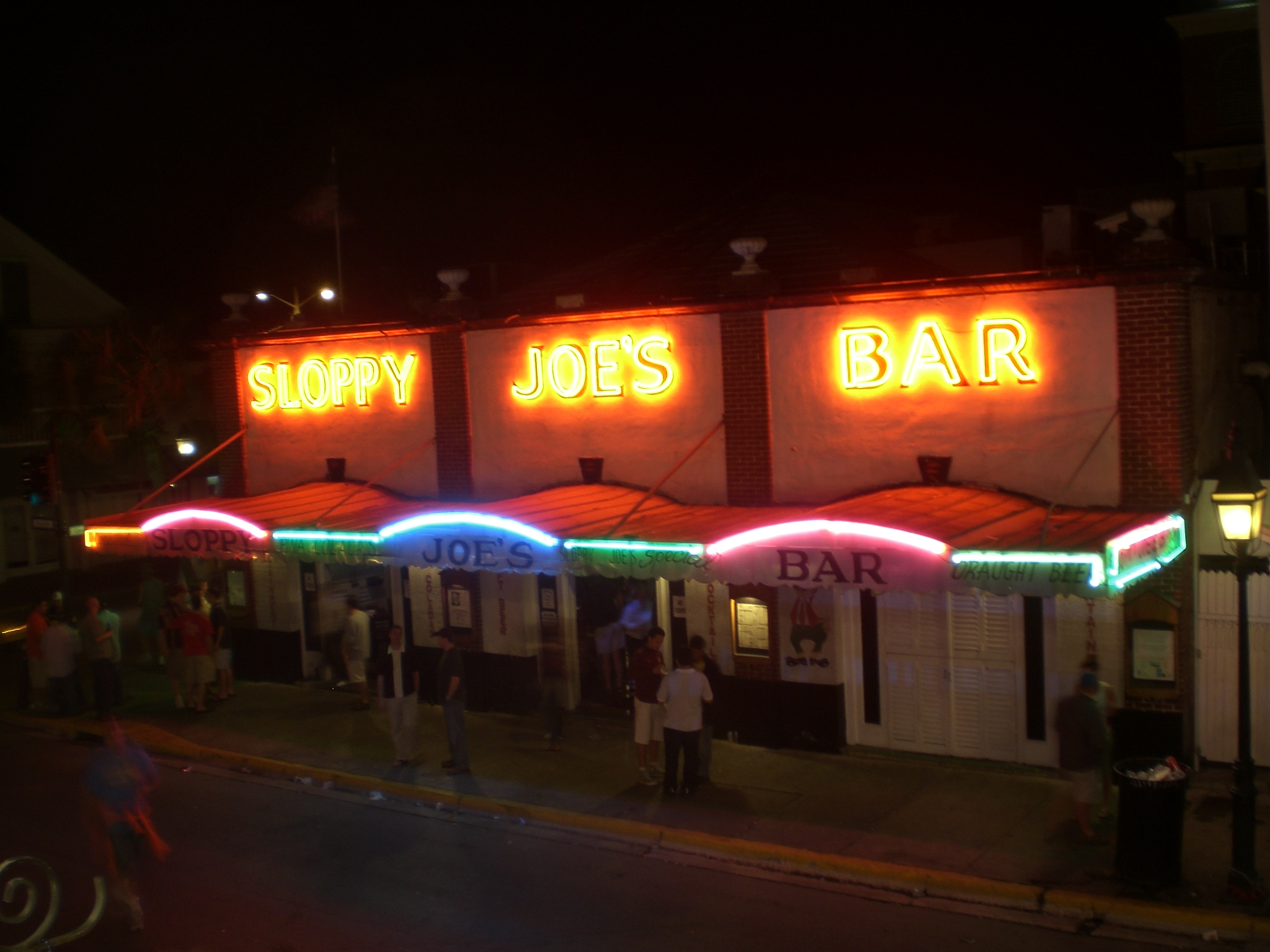
Sloppy Joes Bar, cel mai cunoscut bar din localitate
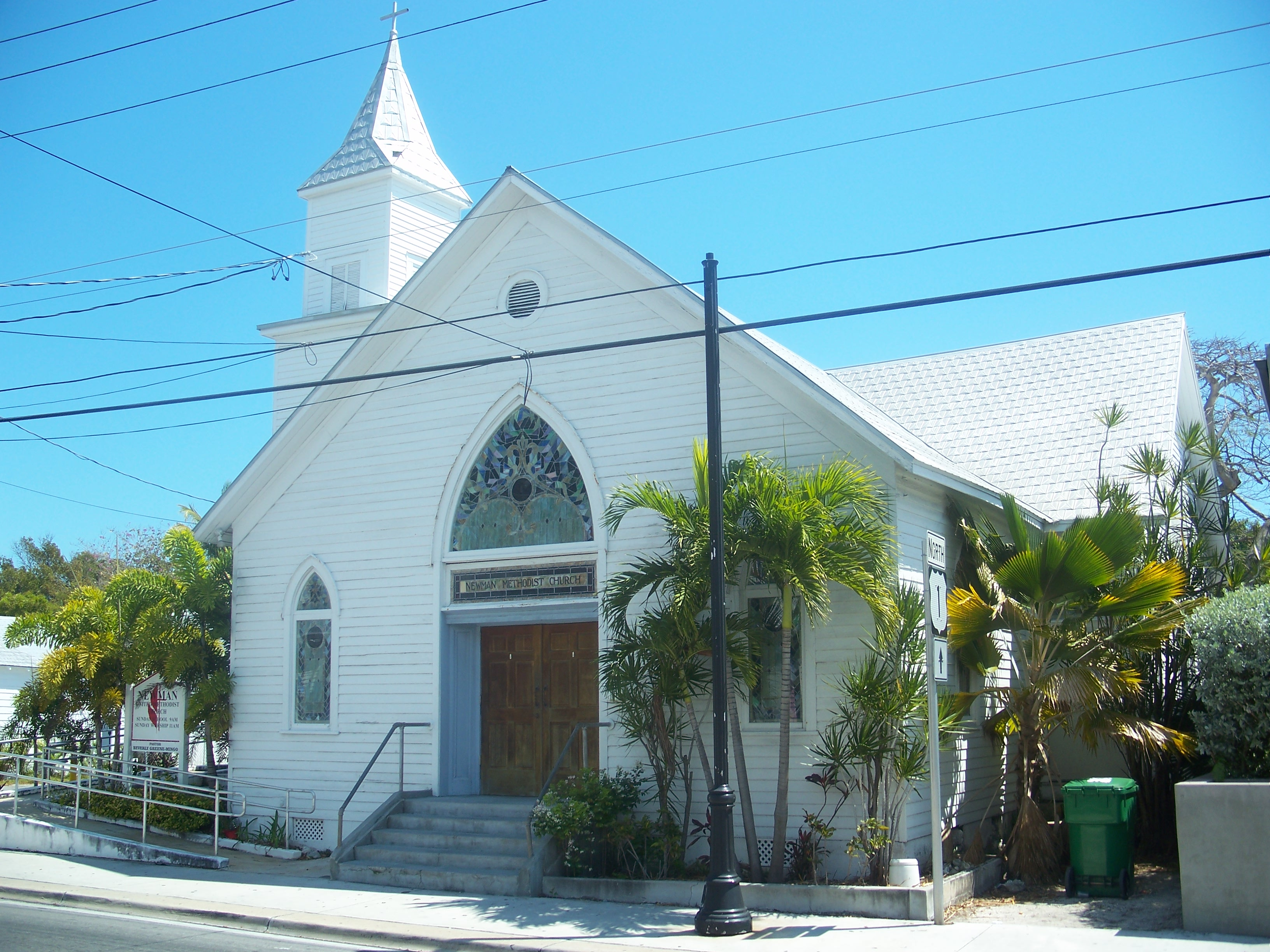
Biserica metodistă
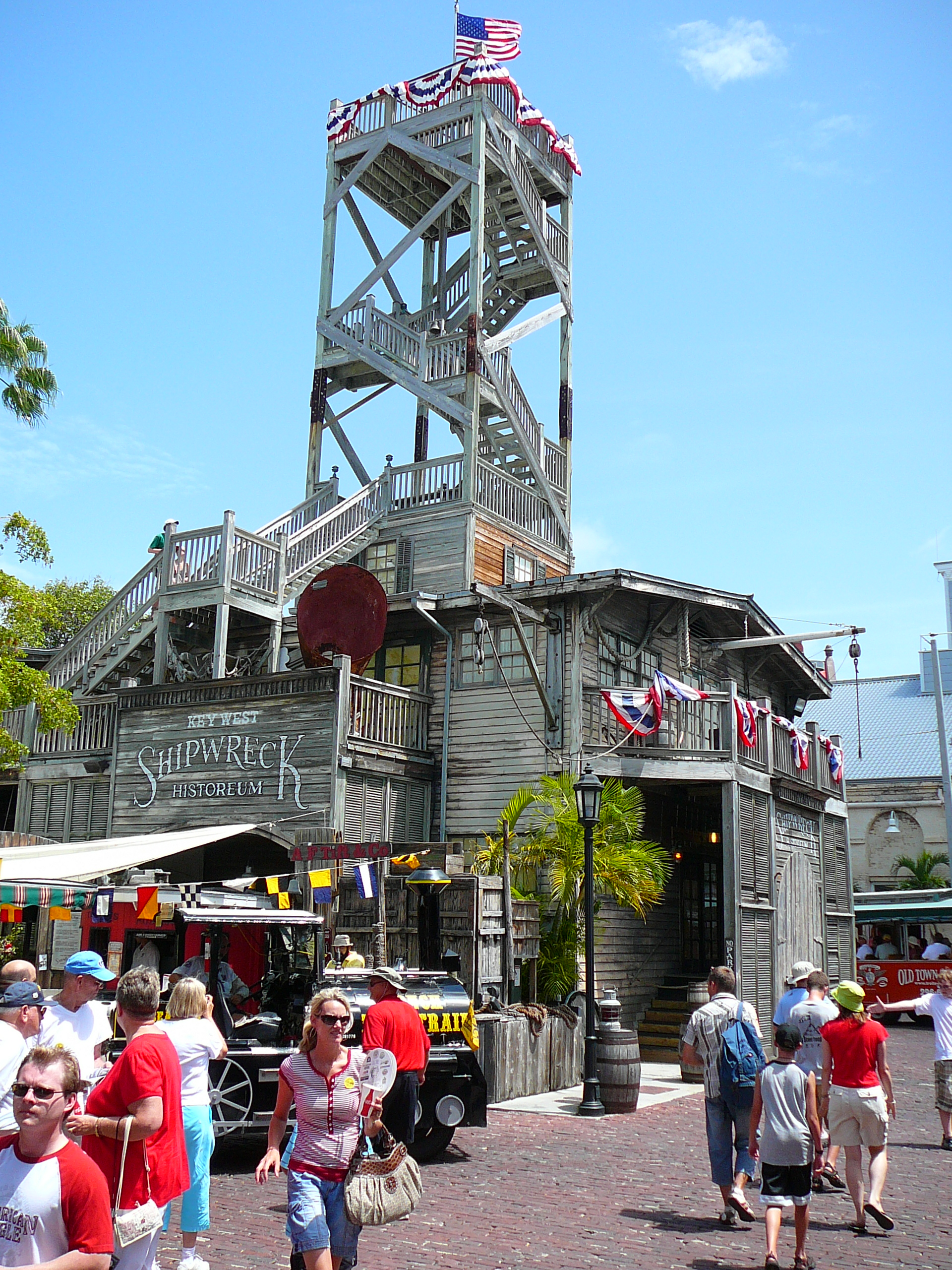
Muzeul epavei din Key West
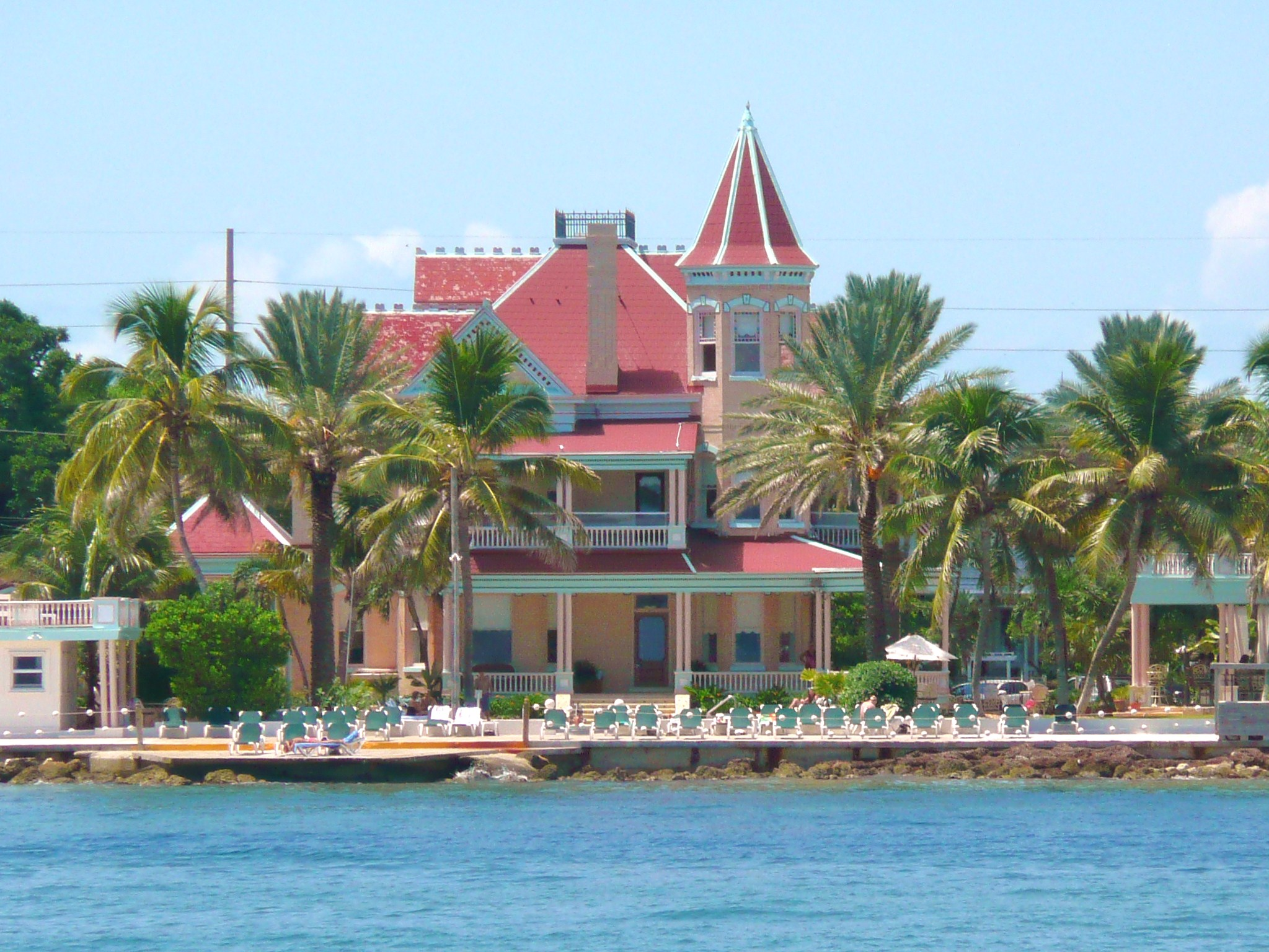
Southermost House